# Kamuflaż wz. 89 „Puma”

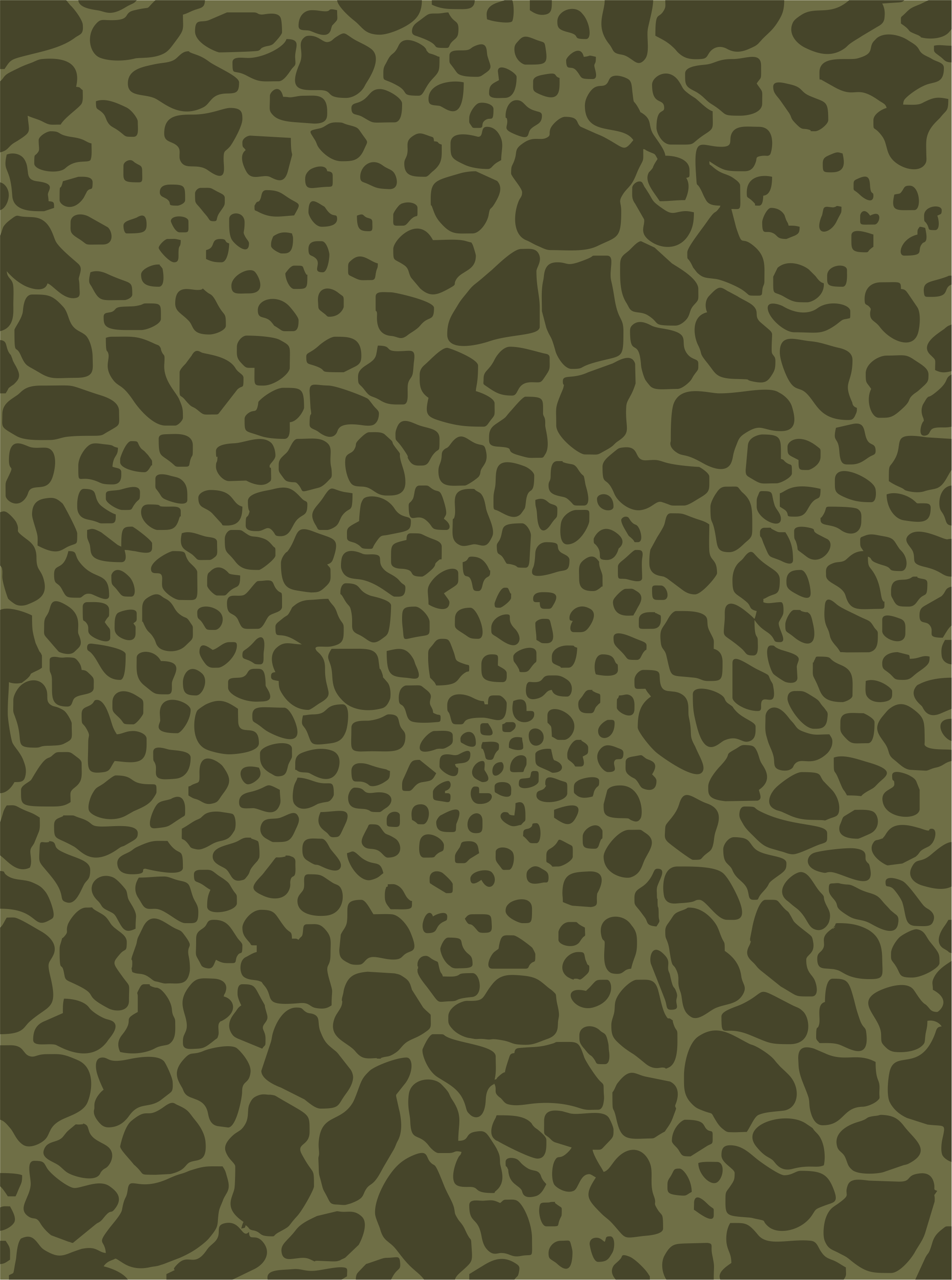
Kamuflaż wz. 89 „Puma”

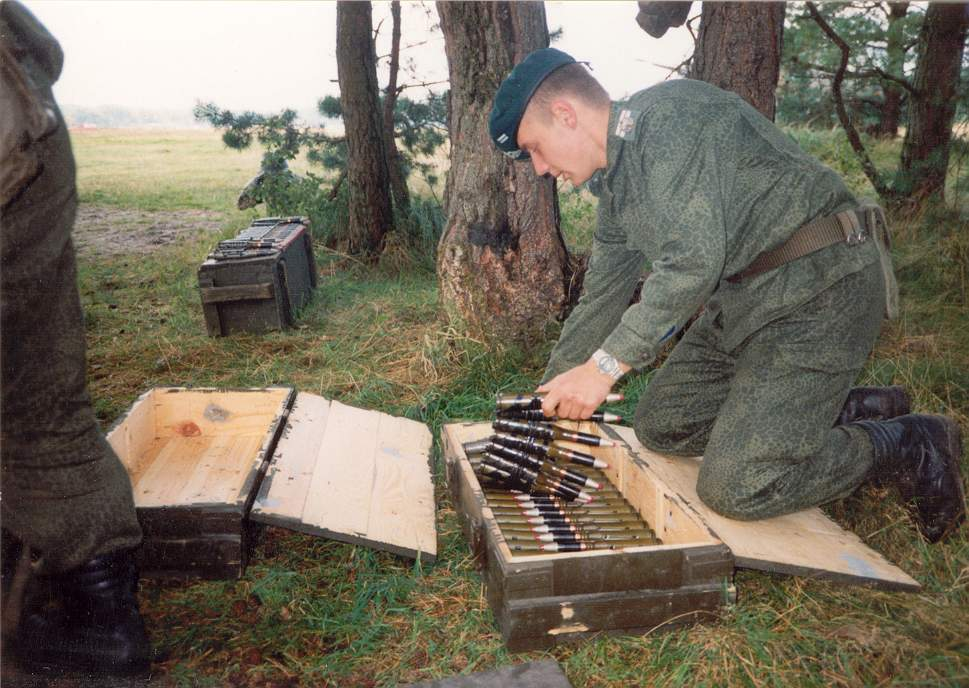
Żołnierz w mundurze w kamuflażu „Puma”

Kamuflaż wz. 89 „Puma” – następca kamuflażu wz. 68 „Moro” w Wojsku Polskim. Produkowany w latach 1989–1993. Kamuflaż w roku 1993 został zastąpiony przez kamuflaż wz. 93 „Pantera”.
Kamuflaż wz. 89 „Puma” został wprowadzony jako następca kamuflażu wz. 68 „Moro”. W przeciwieństwie do poprzednika miał lepiej maskować w polskim krajobrazie. „Puma” ma postać ciemnozielonych, różnej wielkości plamek na jaśniejszym, zielonym tle.
Kamuflaż szybko, bo już po 4 latach, został zastąpiony przez wz. 93 „Pantera”. Ostatni wzór kamuflażu wprowadzony do użycia w Siłach Zbrojnych PRL oraz najkrócej użytkowany nadruk ochronny w historii Wojska Polskiego.
W tym kamuflażu wykonywano kilka rodzajów mundurów (m.in. wersję dla piechoty czy tzw. US), kurtki polowe, a także np. rogatywki czy też zasobniki osobiste zastępujące popularne „kostki”.
Mundury w tym kamuflażu produkowano od 1989 roku aż do połowy lat 90. Użytkowane w Wojsku Polskim przynajmniej do 1999 roku.

## Użycie zagraniczne
Na mocy porozumienia podpisanego między Ministrem Obrony Narodowej Rzeczypospolitej Polskiej a Ministrem Obrony Islamskiej Republiki Afganistanu w sprawie nieodpłatnego przekazania mienia wojskowego 30 października 2008 roku w Ghazni, Narodowej Armii Afganistanu przekazano min. 3000 kurtek polowych (tzw. bechatek) w kamuflażu wz. 89 „Puma” z podpinką.

## Użytkownicy
- Siły Zbrojne PRL, Siły Zbrojne Rzeczypospolitej Polskiej
- Narodowa Armia Afganistanu